# دار الحمراء (قصبة الجزائر)
دار الحمراء أو دار مامي أرناؤوط أو قصر رياس البحر، هو قصر يقع في قصبة الجزائر، المصنفة تراثا عالميا من طرف اليونسكو.

## الموقع
تقع دار الحمراء في القصبة السفلى في ساحة الشهداء، على حدود شارع محمد بوراس (زنقة عين الحمراء).

## التاريخ
شيد الداي حسين دار الحمراء سنة 1818، ويعتقد أنها كانت مكان إقامة للرايس مامي أرناؤوط.
وقد خضعت لسلسلة من التحولات، بسبب تطويرها بشكل خاص كفندق لمدير التحصينات، ثم لتوسيع المسارات في الحقبة الاستعمارية، واستخدمت لاحقًا كمسكن، وأخيرًا مقر مكتب التدخل وتنظيم العمليات التنموية على قصبة الجزائر (اوفراك OFIRAC).
صُنفت دار الحمراء سنة 1887. وخضعت للأعمال الترميمة الخفيفة في عام 1986 وأعمال الترميم بعد زلزال 2003.
سيضم هذا القصر المركز الوطني للأبحاث في علم الآثار.